# Мельник, Кирилл Владимирович
Кири́лл Влади́мирович Ме́льник (бел. Кірыл Уладзіміравіч Мельнік; 22 октября 1982, Минск, БССР) — белорусский художник и искусствовед, кандидат искусствоведения (2017).

## Биография
В 1989—1998 гг. учился в средней школе № 51 г. Минска.
В 1998—2002 гг. Кирилл обучался в  Минском художественном училище по специальности «живопись» (преподаватель Л. В. Романовский).
В 2010 г. закончил Белорусский государственный университет культуры и искусств по специальности «компаративное искусствоведение».
С 2010 является научным сотрудником Музея истории города Минска.
2 марта 2017 г.  защитил кандидатскую диссертацию «Белорусская живопись соцреализма второй половины XX века в контексте развития советского изобразительного искусства».

## Творчество
Начал обучаться рисованию в возрасте восьми лет в студии изобразительного искусства профессиональных белорусских художников В. С. Воронкевича и В. И. Гордиенко в г. Минске. Первыми картинами были пейзажи, написанные с натуры под влиянием реалистической живописи Беларуси второй половины XX столетия, а также пейзажных работ В. С. Воронкевича. В годы обучения в студии изучает и копирует произведения Альбрехта Дюрера, Эль Греко, Яна Вермеера и других европейских мастеров.
В годы обучения в Минском художественном училище в своем творчестве перенимает принципы западноевропейского искусства XV—XIX вв., обращается к многослойной технологии написания художественных произведений. В эти годы созданы картины в синтетической манере, сочетающие приемы искусства XV—XIX вв. и изображения предметов и явлений современной действительности, на религиозную тематику, бытовые картины, пейзажи, натюрморты — всего более 100 живописных и 100 графических работ.
Дипломной работой по окончании училища стала картина «Детство Иоанна Себастьяна Баха» (2002), неформальным итогом — монументальная картина «И открылись глаза у них (Быт. 3, 7)» (2002).
Начиная с 2004 года в творчестве появляются новые темы и приемы, характерные для XX и XXI столетия. Были написаны портреты современников в реальном историческом времени «Рапорт Ю. А. Гагарина о выполнении задания» (2004), «Портрет Д. Д. Шостаковича» (2004), «Портрет Александра Григорьевича Лукашенко» (2004), «Портрет отца» (2004), «Портрет Марины Мельник» (2009).
В 2010 художник создает масштабную композицию «Явление Христа Марии Магдалине после воскресения».
В 2011—2012 гг. пишет большие многофигурные произведения на тему античной мифологии («Посейдон и горгоны» (2010), «Элизиум, или Елисейские поля» (2011)).
К данному времени художник выполнил более 400 живописных и 150 графических работ, часть из которых представлена в каталогах.
Работы художника хранятся в частных коллекциях любителей живописи Беларуси, России (Москва, Санкт-Петербург, Новосибирск, Тверь), Германии, Америки. Коллекция графики художника хранится в государственном учреждении «Музей истории города Минска».
С 2021 года состоит в ОО «Белорусский союз художников».

### Персональные выставки
2010 - Гуманитарно-эстетическая библиотека «Культурный центр РОО Белорусский Фонд Рерихов» (Минск, Беларусь);
2016 - Усадьба Козелл-Поклевских (Красный берег. Беларусь);
2017 - Городская художественная галерея Л. Щемелева (Минск, Беларусь);
2017 - Президентская библиотека Республики Беларусь (Минск, Беларусь);
2018 - Историко-этнографический музей (Глубокое, Беларусь);
2018 - Усадьба Козелл-Поклевских (Красный берег, Беларусь);
2020 - Художественная галерея «Университет культуры» (Минск, Беларусь);

### Научная и публицистическая деятельность
Научная деятельность К.Мельника посвящена изучению белорусского искусства XX века. Им опубликовано не менее 15 научных и публицистических статей, в том числе критические статьи по творчеству белорусских художников М. Савицкого, Мая Данцига и других.

## Публикации и каталоги художественных работ
- Мельник, Кирилл Владимирович. Создатель времени : памяти народного художника Беларуси Михаила Савицкого // Беларуская думка : журнал. — 2010. — № 11. — С. 170—176.
- Мельник, Кирилл Владимирович. Философ, творец, патриот : единство гражданской и творческой позиции народного художника Беларуси Михаила Савицкого // Беларуская думка : журнал. — 2012. — № 7. — С. 82—86.
- Мельник, Кирилл Владимирович. Ритм души. Заметки о творчестве Мая Вольфовича Данцига. // Беларуская думка : журнал. — 2014. — № 2. — С. 42—49.
- Мельник, Кирилл Владимирович. Творческий подвиг художника. // Нёман : литературно-художественный и общественно-политический журнал. — Минск, 2015. — № 8. — С. 168—192.
- Мельник, Кирилл Владимирович. Живопись : альбом / Вступительная статья  И. Б. Семилетова. — Минск: Тесей, 2009. — 43 с.

- Мельник, Кирилл Владимирович. Каталог графических работ,  1999—2017 / Вступительная статья  И. Б. Семилетова. — Минск, 2017. — 68 с.